# Еропкин, Андрей Иванович
Андрей Иванович Еропкин — голова и воевода во времена правления Ивана IV Васильевича Грозного.
Из дворянского рода Еропкины. Старший сын дворянина Ивана Семёновича  по прозванию Ощера, упомянутого в 1492 и 1495 годах в государевом Новгородском походе. Имел братьев: воеводу Михаила и голов Никиту и Григория.

## Биография
В 1550 году поддатень у государева рынды в Казанском походе. В октябре 1551 года записан в третью статью московских детей боярских. В 1555 году поддатень у рынды при втором государевом копье в походе в Коломну и Тулу. В 1564 году голова при воеводе Захарьин-Юрьеве Никите Романовиче в войсках в связи с крымской угрозою. В мае 1565 года послан на берег Оки вторым головою при боярине Н.Р. Захарьине-Юрьеве в войсках правой руки в связи с литовской и крымской угрозою. В 1568 году второй воевода в Орле.

## Семья
От брака с неизвестной имел детей:
- Еропкин Фёдор Андреевич — служил по Мещовску, убит в бою в Севске, год неизвестен.
- Еропкин Андрей Андреевич — служил по Мещовску.